# Biblioteca Nacional de Gales
La Biblioteca Nacional de Gales (galés: Llyfrgell Genedlaethol Cymru; inglés: National Library of Wales) es la biblioteca depositaria de  Gales y una de las únicas cinco con esta categoría en el Reino Unido. Está situada en Aberystwyth. Es un organismo financiado por la Asamblea de Gobierno. Es la biblioteca más grande de Gales, con más de 6,5 millones de libros y publicaciones periódicas. Alberga grandes colecciones de archivos, retratos, mapas e imágenes fotográficas de Gales. La Biblioteca Nacional también custodia la colección nacional de manuscritos galeses, el Archivo Nacional de Pantalla y Sonido de Gales y la colección más amplia de pinturas y grabados topográficos del país. Es el principal archivo de Gales y su biblioteca científica más importante, así como una de las bibliotecas científicas más grandes del Reino Unido. La institución es miembro del grupo Research Libraries UK y del Consortium of European Research Libraries (CERL).
Cyril Evans, organizador de la conmemoración por el centenario de la institución, expresó que "la biblioteca está considerada como una de las grandes bibliotecas mundiales y dispone de una reputación internacional que hace que todos los hombres y mujeres galeses estén muy orgullosos". Además, el galés es el principal medio de comunicación de esta institución, aunque como en todos los servicios públicos se admite tanto el galés como el inglés.
Entre uno de los principales cometidos de la Biblioteca Nacional de Gales está el de recopilar y conservar materiales que guardan una estrecha relación con Gales y con la sociedad galesa, así como aquellos que puedan ser utilizados por los galeses para el estudio o la investigación. En enero de 2015 la biblioteca, en colaboración con Wikimedia UK, nombró a un Wikipedista residente para potenciar el acceso a sus recursos bajo licencia libre y así tener alcance mundial.

## Historia

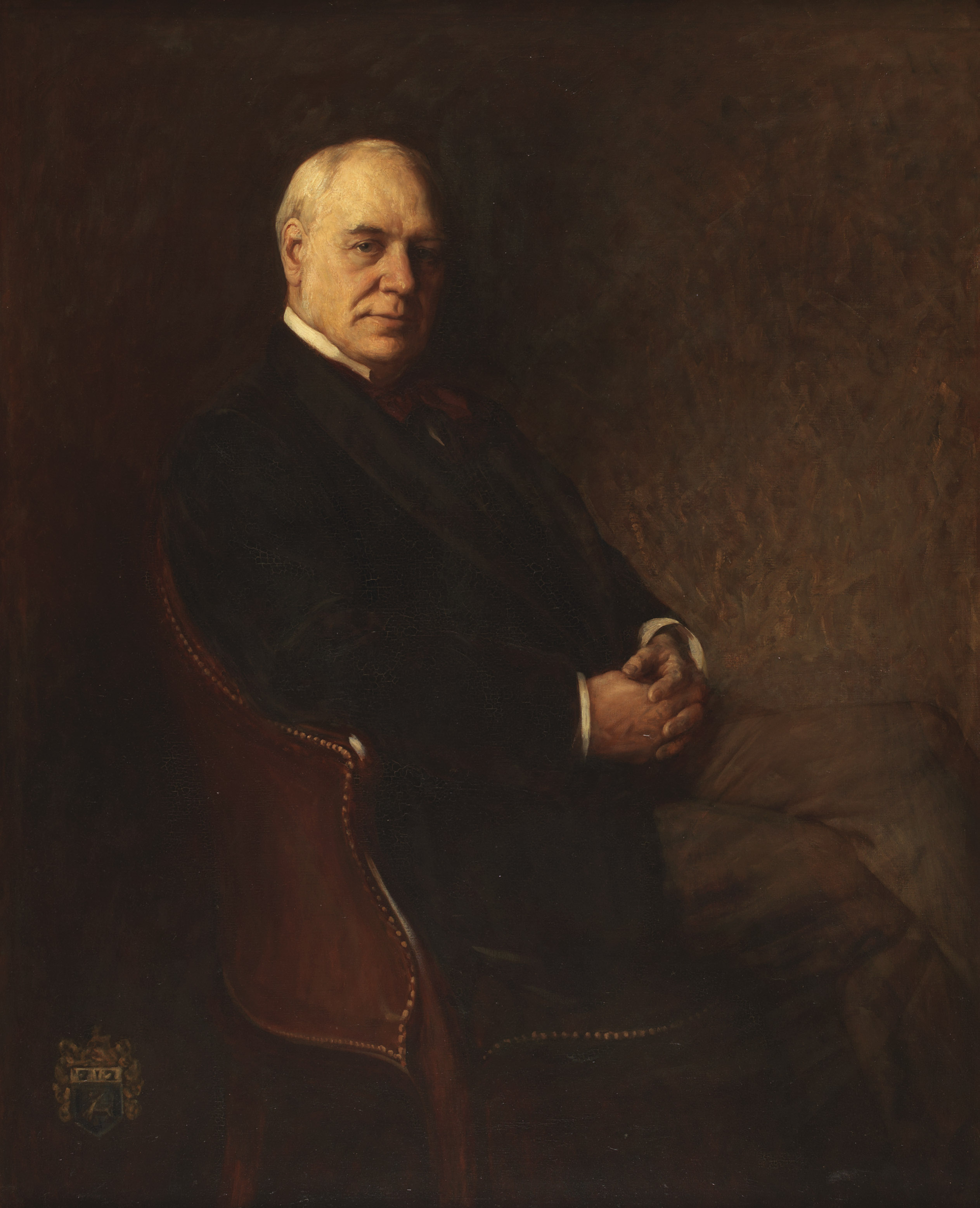
Sir John Williams, uno de los cofundadores y benefactores de la Biblioteca Nacional.

En 1873 se creó un comité para recopilar material sobre Gales y almacenarlo en la Universidad de Aberystwyth (University College, Aberystwyth). En 1905 el gobierno prometió destinar fondos para la creación de una Biblioteca Nacional y de un Museo Nacional de Gales. Por su parte, el Consejo Privado nombró a un comité para decidir sobre la ubicación de las dos entidades. David Lloyd George, quien luego se convertiría en primer ministro, apoyó la iniciativa de abrir la Biblioteca Nacional en Aberystwyth. La localidad del norte de Gales fue seleccionada para la ubicación de la biblioteca después de una disputa amarga con Cardiff, en parte debido a que una colección ya se encontraba disponible en la Universidad de Gales, con sede en la capital. Sir John Williams, médico y coleccionista de libros, también había prometido que presentaría su colección a la biblioteca si esta se ubicaba en Aberystwyth. Williams también donó £20.000 para la construcción y el establecimiento de la biblioteca. Cardiff, en tanto, fue seleccionada para la ubicación del Museo Nacional de Gales. Tanto la biblioteca como el museo recibieron donaciones de la clase obrera, algo inusual en la fundación de este tipo de entidades. En su prefacio de A List of Subscribers to the Building Fund (1924), el primer bibliotecario, John Ballinger, estima que hubo al menos 110.000 contribuyentes. El 19 de marzo de 1907 se aprobó por carta real el establecimiento de la biblioteca y del museo. En la carta se estipulaba que en caso de que la Biblioteca Nacional de Gales se trasladara de Aberystwyth a otro emplazamiento, todos los manuscritos donados por Sir John Williams se convertirían en propiedad del Colegio Universitario. En 2006 le fue concedida otra carta real. 
A la Biblioteca Nacional de Gales se le concedió el privilegio de ser una biblioteca depositaria bajo la Ley de Derechos de Autor de 1911. Sin embargo, la biblioteca solo podía en principio reclamar material considerado de interés galés y celta sin restricciones en el número de publicaciones limitadas o en su precio. En 1987 se eliminó la última de estas restricciones para poner a la Biblioteca Nacional de Gales a la par de otras bibliotecas depositarias como la Biblioteca Bodleiana, la Biblioteca de la Universidad de Cambridge, la Biblioteca de Trinity College en Dublín y la Biblioteca Nacional de Escocia.
La biblioteca fue la primera del Reino Unido en usar el sistema de clasificación de la Biblioteca del Congreso en 1913.

### Edificios
El 15 de julio de 1911, los reyes Jorge V y María colocaron la primera piedra de la Biblioteca Nacional de Gales. El edificio en Grogythan, sobre el monte de Penglais, fue diseñado por el arquitecto Sidney Greenslade, que ganó la competición de diseño en 1909. Se inauguró en agosto de 1915 pero la tarea de transferir todas las colecciones al inmueble no se completó hasta el 1 de marzo de 1916, el día de San David. El bloque central, o corps de logis, fue añadido por Charles Holden a una versión modificada del diseño de Greenslade. Se completó en 1937 y es un monumento clasificado de grado II. Los terrenos (paisajismo) de la Biblioteca Nacional de Gales también son de grado II y son considerados una parte importante del paisaje histórico del país.
La fachada de los niveles superiores de la biblioteca está cubierta con piedra de Pórtland que contrasta con el granito córnico que se encuentra justo debajo. Diferentes trabajos de restauración tuvieron lugar en 1969 y en 1983 debido al deterioro de la piedra de Pórtland, provocado de forma natural por el paso del tiempo y el clima. La fachada principal del edificio ha sufrido otros cambios en años recientes.
La gran Sala de Lectura del Norte, donde se consultan libros impresos, tiene "las proporciones de una catedral gótica", con 53 metros de largo, 14 de ancho y 10 de alto. Hay galerías en los tres niveles. En dos oportunidades se consideró la viabilidad de colocar un entrepiso para hacer mejor uso del espacio. La Sala de Lectura del Sur se utiliza para consultar archivos, manuscritos, mapas y otros materiales impresos. Arriba de la puerta de entrada aparece esculpido el nombre original de "Sala de Mapas y Grabados". La Galería Gregynog, sitio de exposiciones temporales y permanentes de las colecciones de la biblioteca,  se encuentra arriba en el segundo piso del ala sur.
En 1931 se completó un depósito de seis plantas para incrementar el espacio de almacenamiento de una colección en rápido crecimiento. En marzo de 1982 se abrió un segundo depósito. En 1996 se inauguró el Tercer Edificio de la Biblioteca, duplicando la capacidad de almacenamiento de la biblioteca. T. Alun Evans (Aberystwyth) Ltd. construyó la segunda parte del edificio. 
Un incendio el 26 de abril de 2013 destruyó una sección del techo en la zona de las oficinas. El gobierno destinó una subvención de £625.000 para restaurar el área dañada por el fuego.

### Santuario en tiempos de guerra

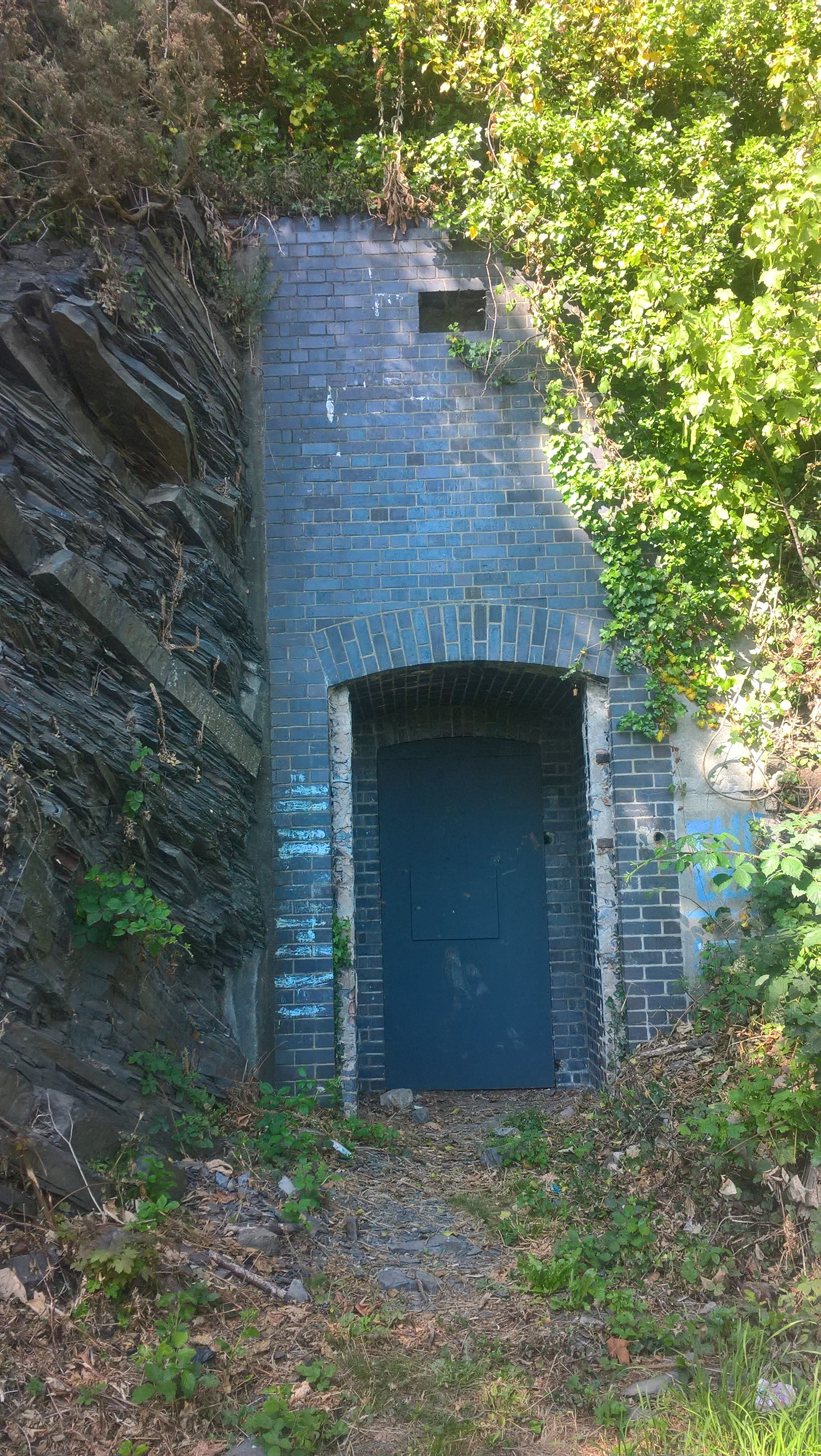
Entrada al túnel que se construyó debajo de la Biblioteca Nacional de Gales para el almacenamiento de material valioso durante la Segunda Guerra Mundial.

Durante la Segunda Guerra Mundial, gran parte de las obras de arte y de los manuscritos más importantes de Gran Bretaña fueron almacenados en la Biblioteca Nacional de Gales. El recinto sirvió de refugio frente a los ataques y bombardeos enemigos. El arquitecto Charles Holden recibió órdenes de diseñar un túnel para salvaguardar la integridad de dichos tesoros en un afloramiento rocoso próximo al edificio principal. El Museo Británico se hizo cargo de parte de los gastos de la operación. El túnel fue calefaccionado y ventilado para garantizar la preservación de la vitela, papiros y otros papeles durante su uso entre el 18 de julio de 1940 y el 23 de mayo de 1945. Además del extenso envío por parte del Museo Británico, que llegó a pesar más de 100 toneladas, la biblioteca recibió cuarenta y seis cajas con manuscritos y libros impresos del Corpus Christi College, Cambridge, y alrededor de mil pinturas, ochenta y dos cajas con libros y veinte miembros del personal de The National Gallery. La biblioteca también recibió bienes irreemplazables por parte de instituciones prestigiosas como el Museo Ashmolean, Oxford, Dulwich College y The Royal Society.
Un grupo de distinguidos académicos se sumó al traslado de las colecciones hasta Aberystwyth. Un alto cargo del personal fue el viceguardián de los libros impresos, Victor Scholderer. Scholderer respondió a una carta escrita por el director, Sir John Forsdyke, asegurándole que tanto él como sus colegas dormirían en la biblioteca a fin de vigilar el túnel por la noche y así cerciorarse de que el aire acondicionado funcionara correctamente. Scholderer, que era un experto en incunables, produjo A Handlist of Incunabula in the National Library of Wales como muestra de agradecimiento a la hospitalidad que la biblioteca tuvo para con ellos. Asimismo, Arthur E. Popham, guardián de sellos y pinturas, dedicó The Drawings of Leonardo da Vinci ″al bibliotecario y al personal de la Biblioteca Nacional de Gales″. Otras muchas instituciones también donaron fondos a la biblioteca como muestra de gratitud y David Sassoon, Londres presentó dos obras escritas por Cicerón impresas en Venecia en el siglo XV.
La Biblioteca Nacional también custodió otros bienes y artefactos durante la Segunda Guerra Mundial, como la Carta Magna, pinturas de Leonardo da Vinci, pinturas de Rembrandt, Rubens y Velázquez  del Dulwich College, cartas de los reyes y reinas de Inglaterra y manuscritos de William Shakespeare.

### Bibliotecarios
- John Ballinger (1909–1930)
- William Llewelyn Davies (1930–1952)
- Thomas Parry (1953–1958)
- E. D. Jones (1958–1969)
- David Jenkins (1969–1979)
- R. Geraint Gruffydd (1980–1985)
- Brynley Francis Roberts (1985–1998)
- Andrew M. Green (1998–2013)
- Aled Gruffydd Jones (2013–2015)[26]
- Linda Tomos (desde noviembre de 2015)[27]

## Colecciones de la Biblioteca
La colección de la Biblioteca Nacional de Gales incluye más de 6,5 million volúmenes impresos, entre los que se encuentra el primer libro impreso en galés, Yny lhyvyr hwnn (1546). La biblioteca también posee más de 25.000 manuscritos. Entre las colecciones de archivos de la biblioteca se encuentran el Archivo Político Galés y el Archivo Nacional de Pantalla y Sonido de Gales. La biblioteca también conserva mapas, fotografías, pinturas, grabados topográficos y paisajísticos, revistas y periódicos. En 2010, la colección de manuscritos de Peniarth y The Life Story of David Lloyd George aparecían entre las diez primeras inscripciones de la Memoria del Reino Unido para el Registro Mundial, un registro de patrimonio documental de importancia cultural de la Unesco.
El grueso de la colección se centra en materiales relacionados al pueblo de Gales, en aquellos escritos en idioma galés y en fuentes para estudios celtas, si bien la biblioteca recopila muchos otros materiales destinados a la educación y a la investigación literaria y científica. Como biblioteca depositaria, la Biblioteca Nacional tiene derecho a solicitar una copia de cada obra publicada en el Reino Unido e Irlanda. Gracias a este derecho, la biblioteca ha podido adquirir libros escritos en galés, irlandés y gaélico modernos y añadirlos a su colección celta. A la adquisición de material a través del depósito legal, se suma el material adquirido mediante compras, intercambios internacionales, donaciones y herencias.
La colección celta incluye libros escritos en las seis lenguas celtas. La biblioteca se hizo con una colección representativa de libros en gaélico escocés, especialmente a través de la compra de publicaciones antiguas, guiada por bibliografías canónicas, y, para los libros publicados después de 1911, mediante depósito legal. La literatura irlandesa, que es mucho más extensa, también se recopiló aplicando un sistema similar de compra y depósito legal. Sin embargo, muchas colecciones compradas por o donadas a la biblioteca contienen libros irlandeses raros. La biblioteca del Dr. E. C. Quiggin, que se adquirió en 1921, contenía una vasta colección irlandesa y muchos libros antiguos escritos en idioma bretón. Algunos libros en bretón llegaron a manos de la institución a través de otras bibliotecas como la de Sir Edward Anwyl, Thomas Powel, Thomas Gwynn Jones, Paul Diverres y Llywarch Reynolds. La Biblioteca Nacional también cuenta con prácticamente todos los ejemplares de libros impresos en córnico y en manés, con algunos facsímiles. Se puede acceder a la lista de ejemplares de la Biblioteca Nacional de Gales a través de los catálogos de The European Library y Copac.
En 2000 Peter Bellwood vendió por lo menos cincuenta mapas antiguos de la biblioteca, que fueron vendidos a coleccionistas privados por £ 70.000. Detenido en 2004, fue encarcelado durante cuatro años y medio.
Hay cerca de 3100 negativos del fotógrafo John Thomas.

### Manuscritos
La Biblioteca Nacional de Gales alberga una gran variedad de manuscritos raros e importantes, entre los que se incluyen el Libro negro de Carmarthen (el manuscrito más antiguo que se conserva escrito en galés), el Libro de Taliesin, el Manuscrito Hendregadredd y las obras de Geoffrey Chaucer. La Biblioteca Nacional cuenta con alrededor de trescientos manuscritos medievales, de los cuales cerca de 100 están escritos en galés. La colección de manuscritos combina un buen número de colecciones completas que fueron adquiridas por la Biblioteca Nacional en sus primeros años, incluyendo los manuscritos de Hengwrt-Peniarth, Mostyn, Llanstephan, Panton, Cwrtmawr, Wrexham y Aberdare. Los manuscritos galeses de estas primeras colecciones fueron catalogados por el Dr. J. Gwenogvryn Evans en los Reports on manuscripts in the Welsh language (Informes sobre manuscritos en lengua galesa) que se encargó de recopilar para la Comisión de Manuscritos Históricos.

#### Manuscritos Peniarth

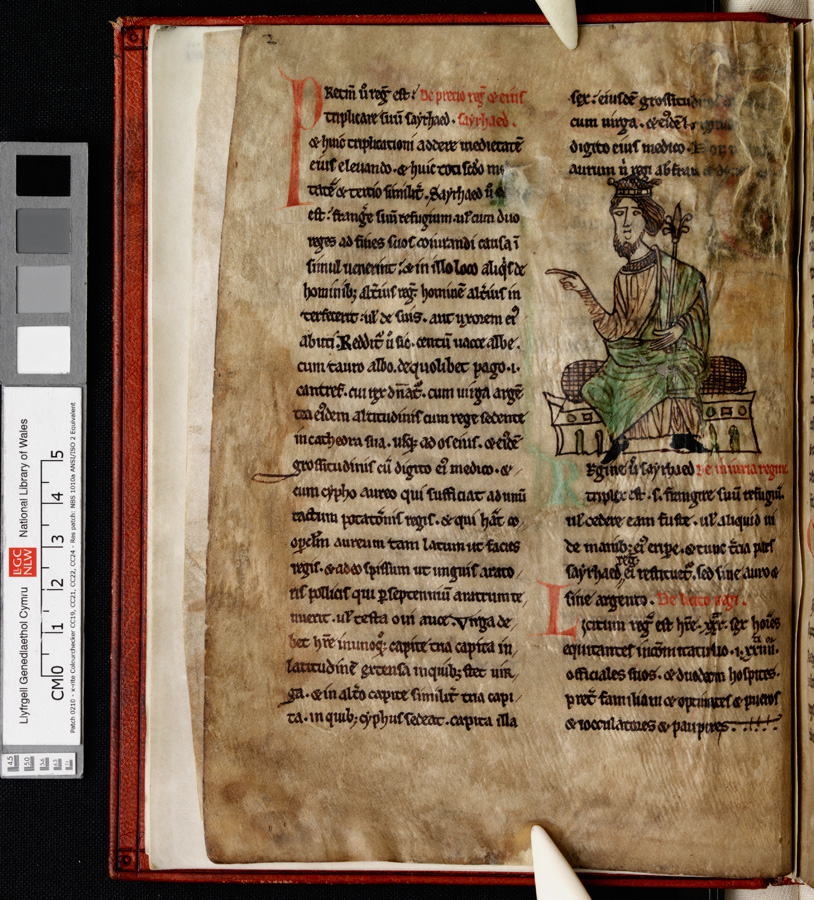
Leyes de Hywel el Bueno (fol. 1v), Rey Hywel.

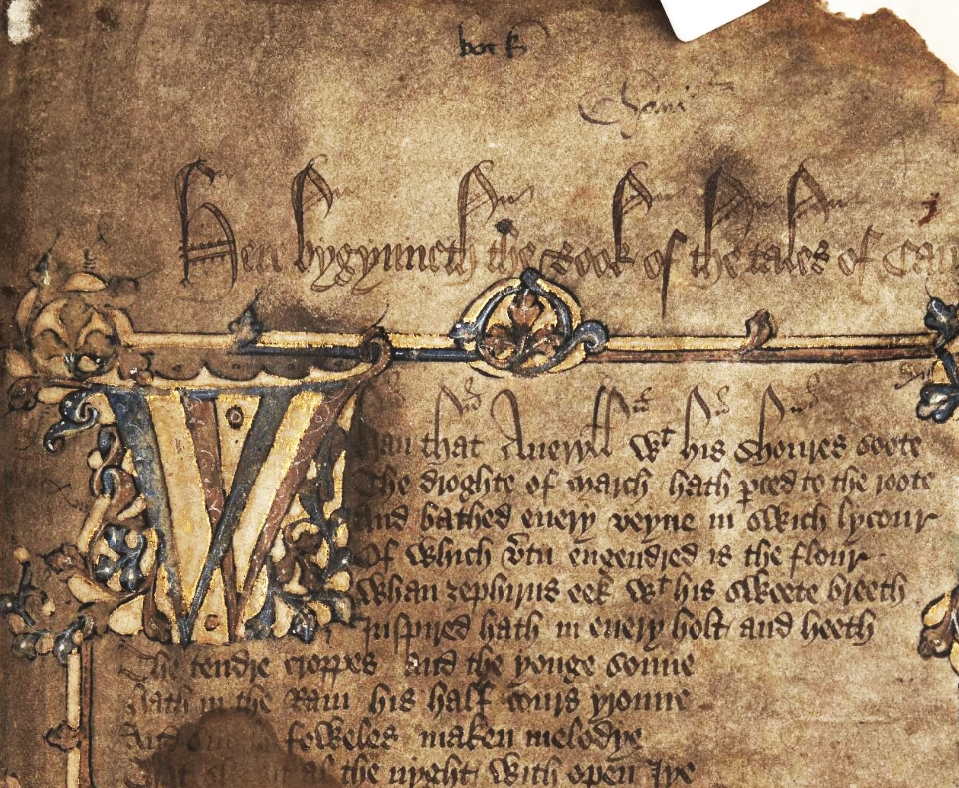
Hengwrt Chaucer.

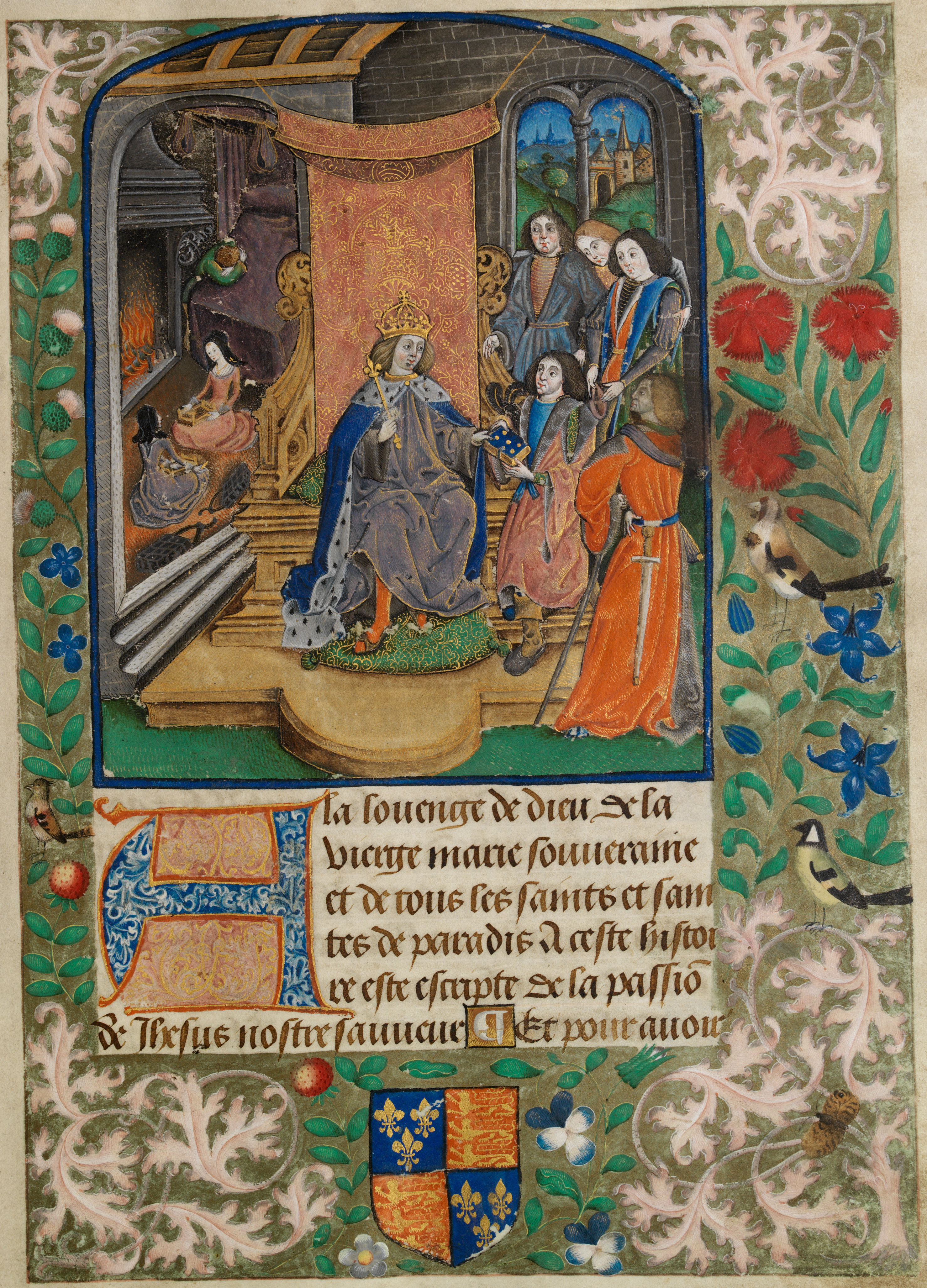
Vaux Passional (fol. 9.º). En la primera miniatura el soberano (Enrique VII) aparece con este libro mientras que el niño Enrique VIII (arriba a la izquierda) llora la muerte de su madre.

La colección de manuscritos Peniarth es la más importante de la Biblioteca Nacional de Gales. En 2010 se incluyó en la Memoria del Reino Unido para el Registro Mundial del patrimonio documental. De los 561 volúmenes de manuscritos en la colección Peniarth, alrededor de cuatro quintas partes fueron recopilados por Robert Vaughan (c. 1592-1667) para su biblioteca en Hengwrt, Meirioneth. Tres de los Cuatro libros antiguos de Gales forman parte de la colección Peniarth, lo que demuestra la calidad general de los manuscritos y su importancia como parte del patrimonio de Gales. Sin embargo, hay también manuscritos destacados en córnico, latín e inglés. La colección incluye:
- El Libro negro de Carmarthen (c. 1250), el manuscrito más antiguo en galés (Peniarth MS 1).[8][46]
- El Libro de Taliesin (c. 1350–1400) contiene el verso más antiguo en galés escrito por el poeta del siglo VI Taliesin (Peniarth MS 2).[8][46][47]
- El Libro blanco de Rhydderch (c. 1350), un volumen compuesto que contiene la versión más antigua del Mabinogion (Peniarth MS 4).[8][46]
- Los primeros fragmentos de Branwen and Manawydan y dos fragmentos de Geraint ap Erbin forman las cuatro partes de Peniarth MS 6.
- Ystoryaeu Seint Greal (Cuentos del Santo Grial), transcrito por Hywel Fychan cerca del año 1300, es el más destacado de los manuscritos románicos. Dentro del volumen hay una carta suelta dirigida a Charlotte Guest en la que se le pide permiso para copiar el texto (Peniarth MS 11).[8][48]
- La Crónica de los Príncipes en Peniarth MS 20 (c. 1330) es una de las dos versiones principales de Brut y Tywysogion. La otra es  el Libro rojo de Hergest, que se encuentra en la Biblioteca Bodleian, en Oxford.[49]
- La Historia de los Reyes (Peniarth MS 23C) es una copia de Brut y Brenhinedd, la traducción galesa de Historia Regum Britanniae de Godofredo de Monmouth. Es un raro ejemplo de un manuscrito medieval galés ilustrado.
- Las Leyes de Hywel el Bueno (c. 1300–1350), el primer texto escrito en latín sobre el derecho galés vernáculo (Peniarth MS 28).[8][50] La colección de la Biblioteca Nacional cuenta con alrededor del 50% de los manuscritos que contienen las leyes de Hywel el Bueno. La mayoría forman parte de la colección Peniarth.
- Llyfr Du'r Waun (mediados del siglo XIII), también conocido como el Libro negro de Chirk, es el texto más antiguo en galés de las leyes de Hywel el Bueno (Peniarth MS 29).[8]
- Peniarth 32 es un volumen del siglo XV de las leyes de Hywel el Bueno.
- El manuscrito Peniarth 51 contiene poesía, gramática galesa, vocabulario y tríadas históricas escritos en su mayoría por Gwilym Tew en la segunda mitad del siglo XV.
- Barddoniaeth Hywel Dafi (c. 1483–1500), un volumen de poesía escrito muy probablemente por Howel Davi.[51] En este volumen se incluyen otros poetas como Bedo Brwynllys, Dafydd Llwyd, Llywelyn ap Morgan, Dafydd ap Gwilym y Ieuan ap Howel. La teoría de que Howel Davi escribió este volumen es cuestionada por algunas pruebas, como tinta corrida en los poemas compuestos por Davi, lo que hace pensar que el escriba copió dichas piezas. Con la excepción de dos secciones (42 y 43), que representan un intento de transcripción por una mano inexperta, el resto del manuscrito parece ser obra de un solo escriba (Peniarth MS 67).[51]
- Beunans Meriasek (La vida de San Meriasek) (1504), es el manuscrito más antiguo en lengua córnica que ha sobrevivido (Peniarth MS 105B).[8][46][52] Se cree que Radolphus Ton lo completó en 1504 en Glasney College, Penryn, y es una obra canónica de la última etapa del florecimiento de la literatura en córnico. La obra, que está ambientada en Camborne, es una celebración de la vida y obra de San Meriasek que describe los lazos culturales entre Cornualles y Bretaña.[52][53] Beunans Meriasek fue redescubierto por W. W. E. Wynne en los años 1860 entre los volúmenes de la Biblioteca Hengwrt que este había heredado en 1859.[8][52] Es el manuscrito más importante en córnico que ha sobrevivido.[8]
- Cywyddau y otros poemas, escrito a mano por Lewys Glyn Cothi, contiene el manuscrito Peniarth 109.
- Esboniadau ar Gyfraith Hywel Dda (Peniarth MS 164) es un volumen de comentarios sobre las Leyes de Hywel el Bueno de comienzos del siglo XV.
- El manuscrito Peniarth 259B es una versión de las Leyes de Hywel el Bueno de mediados del siglo XVI.
- El Hengwrt Chaucer (c. 1400–10), un volumen en folio de los Cuentos de Canterbury compuesto por el escriba Adam Pinkhurst. Es uno de los tesoros de la Biblioteca Nacional y es el manuscrito Peniarth más importante escrito en inglés (Peniarth MS 392D).[8][54]
- El volumen del siglo XV que incluye el Disticha Catonis, las Batallas de Alejandro Magno, la Historia de los Tres Reyes (Peniarth 481D) y la Vaux Passional (Peniarth 482) de finales del siglo XV, preparados para Enrique VII, que fueron adquiridos y depositados en la Biblioteca Nacional por Gwendoline y Margaret Davies en 1921. W. R. M. Wynne conservó estos dos manuscritos iluminados cuando vendió los manuscritos Peniarth a Sir John Williams.[55]
- Un volumen encuadernado que contiene libros de Giovanni Battista Palatino y Ugo da Carpi, dos ilustres maestros italianos del siglo XVI, que se cree perteneció a John Jones de Gellilyfdy (Peniarth MS 522).[8]
- El De natura rerum de Beda (siglo XII), un tratado científico en latín que pudo haber sido escrito en Gales. Contiene iniciales decorativas, incluyendo tres que tienen un diseño zoomórfico parecido al de los manuscritos irlandeses de la época (Peniarth MS 540B).[56]
- Más de cuarenta manuscritos compuestos por John Jones de Gellilyfdy, adornados con iniciales en mayúsculas con encabezados y extremos finales que demuestran su talento caligráfico.[8]

#### Manuscritos Llanstephan
La colección de manuscritos Llanstephan fue cedida a la Biblioteca Nacional de Gales por Sir John Williams en 1909. Formó parte de su colección personal, que guardaba en la biblioteca de su casa en Carmarthenshire, la conocida mansión Llanstephan. La colección está compuesta por 154 manuscritos que en su día pertenecieron a Moses Williams (1685–1742). Fueron adquiridos en el Castillo de Shirburn, Oxfordshire, y otros manuscritos de diversa procedencia fueron adquiridos por el propio Sir John. La prosa medieval galesa está bien representada en la colección del Castillo de Shirburn, con crónicas, leyendas, fábulas, tratados teológicos y colecciones de obras de eminentes poetas de la época. Estos manuscritos incluyen una traducción al galés de la obra del siglo XIII Historia, escrita por Godofredo de Monmouth, además del manuscrito Gutun Owain y del Libro rojo de Talgarth.

#### Manuscritos Cwrtmawr
Los manuscritos Cwrtmawr es una de las colecciones más importantes con las que se hizo la Biblioteca Nacional en sus primeros años de existencia. Formaron parte de la colección personal de John Humphreys Davies, quien fuera rector de la actual Universidad de Aberystwyth. Davies era un abogado y coleccionista de libros que adquirió los manuscritos uno por uno de diferentes fuentes. El grupo más grande de manuscritos es el que adquirió de John Jones (Myrddin Fardd), pero hay otros grupos importantes, entre los que se incluyen los que cedió el clero galés, los de Richards de Darowen, los de Peter Bailey Williams y los de su hermano, el reverendo Armstrong Williams, los manuscritos de William John Roberts (Gwilym Cowlyd) y los cedidos por Daniel Silvan Evans.

#### Colección general de manuscritos

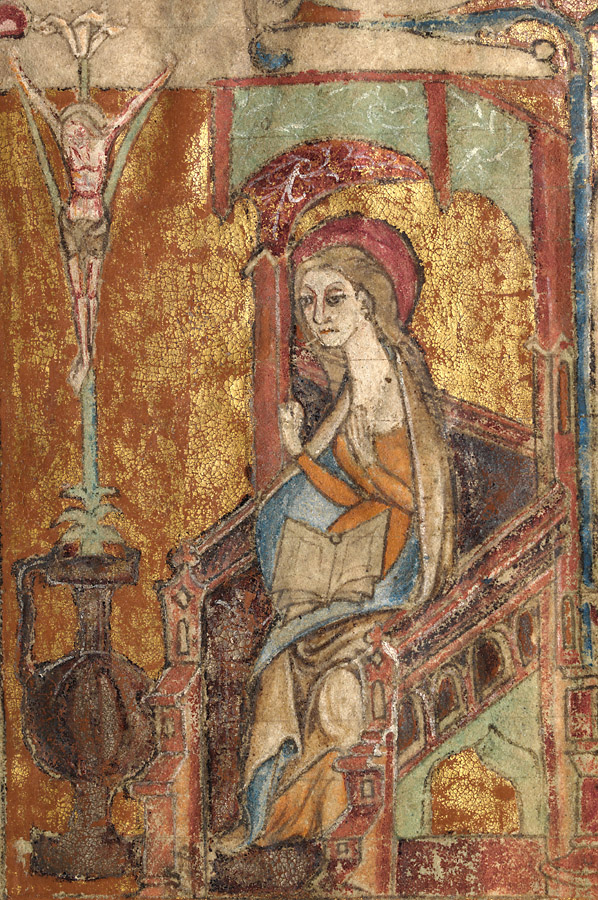
Las horas de Llanbeblig (fol. 2r): escena de la Anunciación mostrando la "Crucifixión de Lily". La Virgen María aparece en el trono debajo de un dosel verde.

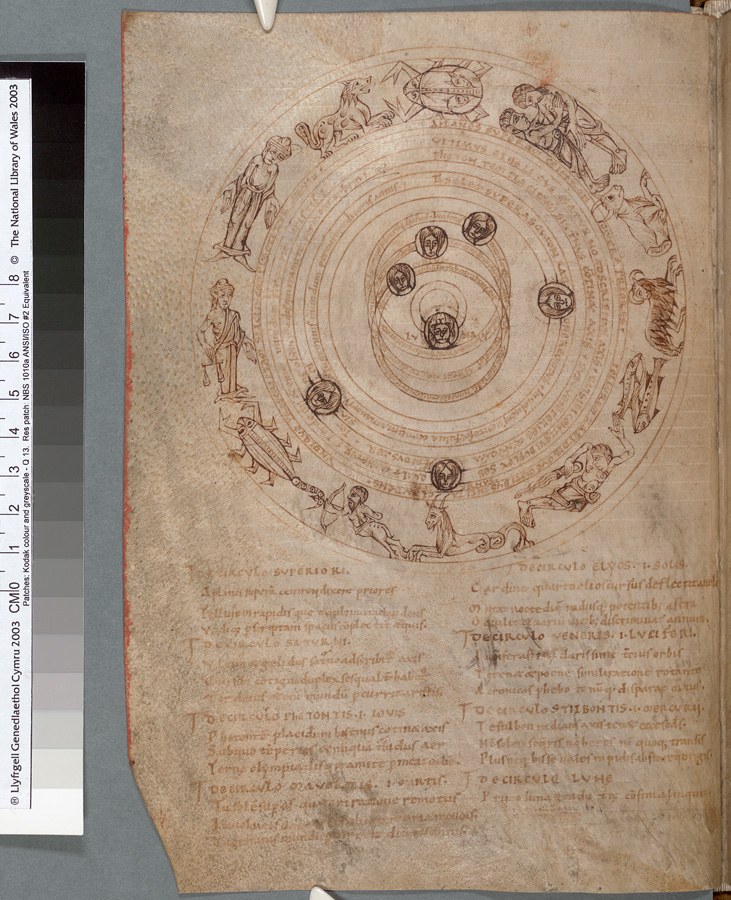
Astronomía medieval (fol. 4v).

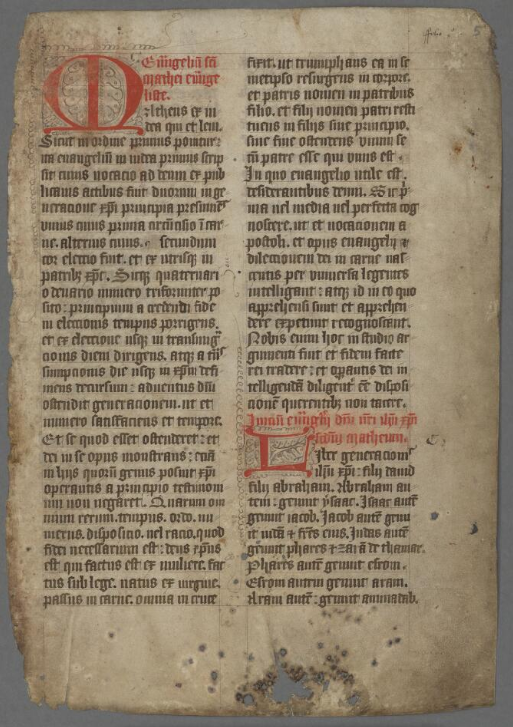
Liber Lanavensis, fol. 5r (NLW MS 17110E).

Además de los manuscritos Peniarth y Llanstephan, la colección que Sir John Williams donó a la Biblioteca Nacional incluye 500 manuscritos que forman parte de la colección general (NLW MS 1–500). Estos manuscritos proceden de diferentes compras que Sir John realizó entre 1894 y 1899, incluyendo varios grupos de manuscritos del filólogo galés Egerton Phillimore, de Sir Thomas Phillipps de Middle Hill, de la Biblioteca Ashburn y de Sir Edmund Buckley, I baronet de Plas Dinas Mawddwy. J. H. Davies describió 446 de estos manuscritos en Additional Manuscripts in the Collections of Sir John Williams (Manuscritos adicionales en las colecciones de Sir John Williams), que la Biblioteca Nacional publicó en 1921. Los manuscritos de la Biblioteca Nacional que no forman parte de esta colección principal aparecen recogidos en Handlist of manuscripts, cuya primera edición se publicó en 1941. Todos los manuscritos que se adquirieron bien mediante donación o a través de compras, por separado o en grupos, se fueron añadiendo a esta serie en función de: a) su formato compatible con la colección como, por ejemplo, libros o rollos manuscritos o material incompleto sin encuadernar; b) que no formaran parte de ninguna colección individual o archivo. No obstante, la colección general también incluye archivos tales como cartas personales. Algunos manuscritos individuales dignos de mención son:
- Un volumen de textos de astronomía medieval. Es el manuscrito científico más antiguo de la Biblioteca Nacional (NLW MS 735C). La primera parte del volumen fue escrita alrededor del año 1000 y la segunda se compuso cerca del año 1150. Las dos partes se copiaron en la región francesa de Lemosín. El texto en latín describe las constelaciones con ayuda de diagramas y de ilustraciones a color de imágenes del zodíaco.[10][60]
- El Libro negro de Basingwerk (NLW MS 7006D) es un manuscrito del siglo XV que contiene una versión del Brut y Brenhinedd, una traducción al galés de Historia Regum Britanniae de Godofredo de Monmouth. Algunas características pecularies de este volumen son una tabla medieval de madera que une los folios e iniciales de color dorado.[10][61]
- Los manuscritos Llywarch Reynolds (NLW MS 970 to 997) son los 28 volúmenes que Llywarch Owain Reynolds donó a la Biblioteca Nacional en 1916. El más destacado de ellos es una colección de poesía galesa del siglo XVII titulada Llyuyr Hir Llywarch Reynolds.[62]
- El Libro de Llandaff (NLW MS 17110E), también conocido como Liber Landavensis, es un manuscrito eclesiástico compuesto entre 1120 y 1140.[63]
- El Libro de las Horas de Llanbeblig (NLW MS 17520A) es un pequeño libro manuscrito recopilado en 1390. El manuscrito contiene un número importante de entradas en el calendario que lo vinculan a Gales, incluyendo una celebración religiosa en honor a San Peblig, en Caernarfon. El manuscrito perteneció probablemente a Isabella Godynogh (f. 1413). Las miniaturas que abarcan toda la página, iluminadas en color dorado, así como el delicado trazo, son indicativos del valor del libro.[10][64] Las Horas de Llanbeblig es el único manuscrito iluminado conocido que contiene el motivo iconográfico de la crucifixión de Lily, y es probablemente el ejemplo más antiguo de este uso.[65]
- NLW MS 20143A es un manuscrito de las Leyes de Hywel el Bueno escrito en galés cerca del año 1350. Destaca su estilo de encuadernado medieval, algo inusual en la época.
- La Biblia de la Abadía de Tintern (NLW MS 22631C) es una biblia del siglo XIII que está vinculada a la biblioteca medieval del monasterio cisterciense de Tintern, en Monmouthshire. La Biblioteca Nacional lo compró por el valor de £30.000 en una subasta en Christie's en diciembre de 1988[10][66] y es el segundo libro de la Biblioteca Tintern que ha sobrevivido el paso del tiempo.[66] Aplicando luz ultravioleta se puede leer la inscripción borrada del siglo XV Ista biblia olim Abbathie de Tinternie (Esta biblia en otro tiempo perteneció a la Abadía de Tintern).[66]
- Beunans Ke (NLW MS 23849D) es un manuscrito córnico del siglo XVI descubierto entre los papeles del profesor J. E. Caerwyn Williams cuando estos fueron depositados en la Biblioteca Nacional en el año 2000.[67]

### Libros raros
La Biblioteca Nacional de Gales almacena un número importante de libros raros, entre los que se incluyen los tres primeros libros impresos en galés, Yny lhyvyr hwnn (1546), Oll synnwyr pen Kembero ygyd (1547) y A Dictionary in Englyshe and Welshe (1547) por William Salesbury. La Biblioteca Nacional también cuenta con la primera copia completa de la Biblia traducida al galés (1588). La colección de libros raros incluye, además, incunables, ediciones europeas del siglo XVI, publicaciones privadas, libros encuadernados y obras científicas.
La Biblioteca posee ejemplares en buen estado de publicaciones en idioma galés anteriores a 1912 gracias, en parte, a la donación de las colecciones privadas de Sir John Williams, J. H. Davies y Edward Humphrey Owen. La Biblioteca alberga doscientos diez de los doscientos ochenta y seis libros publicados en galés entre 1546 y 1710, además de facsímiles de otros libros que existen como copia única en otras instituciones.
Muchas de las siguientes colecciones incluyen libros raros o antiguos:
- Colección Anderson (comprada en 1981): veinticuatro catálogos de títulos breves (STC) (1475–1640) y veintidós libros Wing (1641–1700); cinco ediciones de Nonesuch Press.
- Colección del Colegio Bautista de Bangor: treinta títulos breves, noventa y cinco Wing y 185 artículos del siglo XVIII.
- Colección Castell Gorfod (depositada en 1920): incluye veinte títulos breves y noventa libros Wing.
- Colección del Castillo de Chirk (Y Waun): cerca de setenta y cinco artículos Wing y varias ediciones del siglo XVIII.
- Colección de Derecho Inicial: aproximadamente 120 obras, entre las que se incluyen veinte títulos breves, cuarenta libros Wing y sesenta artículos del English Short Title Catalogue (ESTC).
- Biblioteca de la Catedral de Llandaff (depositada en 1943, comprada en 1984): un incunable, veintidós títulos breves y 234 artículos Wing.
- Biblioteca de la Catedral de St Asaph (depositada en 1970): cerca de 2.500 volúmenes que abarcan aproximadamente 200 títulos breves y 900 artículos Wing.
- Colección Trefeca (incluye la colección de Howel Harris): 1.500 volúmenes con cincuenta títulos breves y 350 artículos Wing.
- Colegio Teológico Unido, Aberystwyth (depositada en 1982): diez títulos breves y cuarenta artículos Wing.
- Colección de Rowland Williams (depositada en 1966): seis títulos breves, doce Wing y 191 libros del ESTC.[68]

#### Colección de Sir John Williams

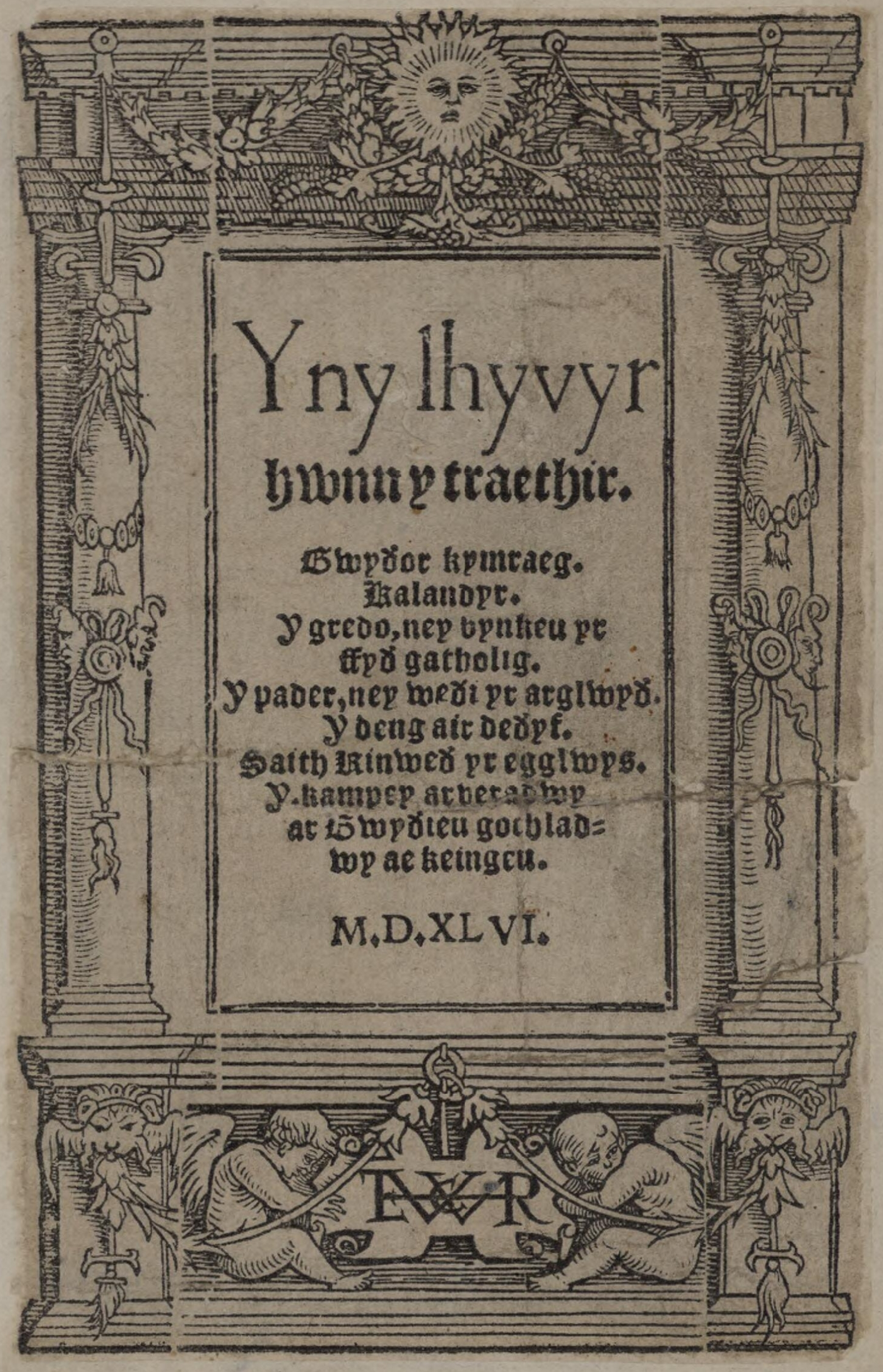
Yny lhyvyr hwnn, 1546: atribuido a Sir John Prise.

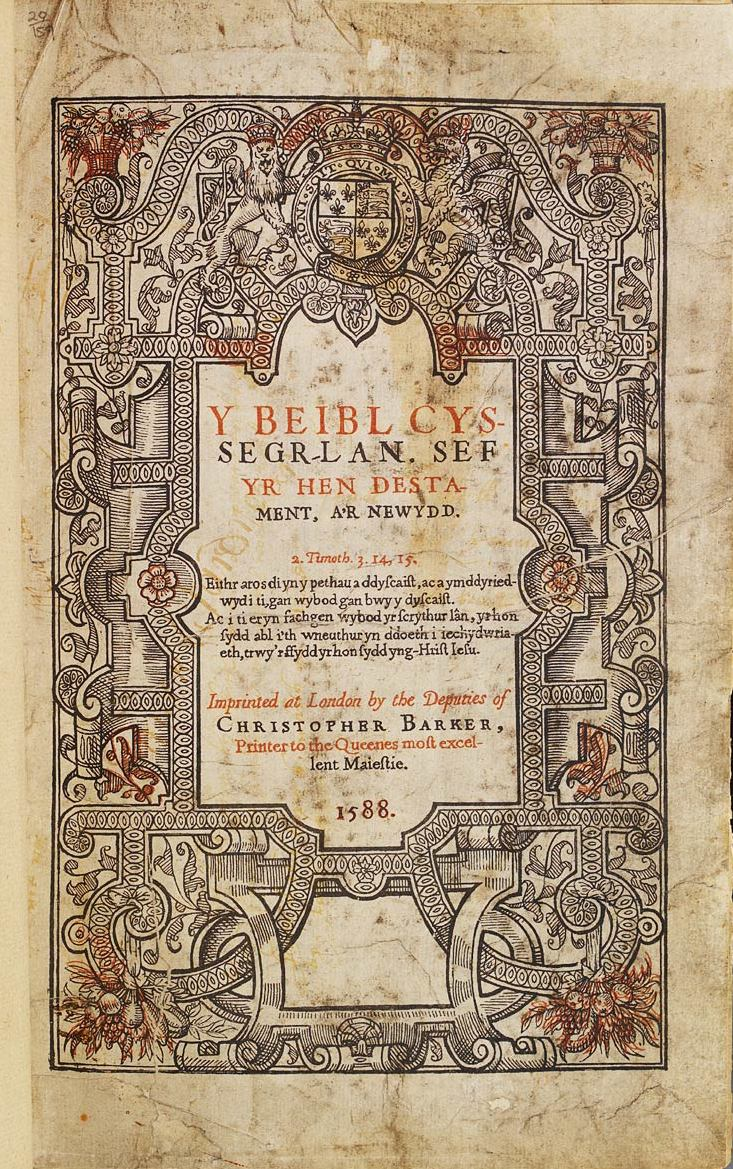
La primera Biblia en galés, 1588.

La colección de Sir John Williams forma el núcleo de la colección de libros impresos de la Biblioteca Nacional. La colección de aproximadamente 23.360 volúmenes contiene varios artículos de importancia en la historia de la imprenta galesa. Gran parte de la colección fue donada a la Biblioteca cuando se fundó en 1907. Diecinueve de los primeros veintidós libros publicados en galés forman parte de la colección, de los cuales catorce se adquirieron en la biblioteca del Castillo de Shirburn junto a los manuscritos Llanstephan. La colección del Castillo de Shirburn contiene 193 libros y panfletos impresos anteriores al año 1750. Algunos de los ejemplares más importantes que pertenecieron a Sir John Williams son:
- Yny lhyvyr hwnn ... [En este libro ...] (1546) por Sir John Prise, la única copia conocida del primer libro impreso en galés.[8][11]
- Oll synnwyr pen Kembero ygyd por Gruffudd Hiraethog (1547).[8][11]
- A Dictionary in Englyshe and Welshe (1547) de William Salesbury.[8]
- Una traducción del Nuevo Testamento por Salesbury (1567).[8] La dificultad que entrañaba leer la minuciosa traducción de Salesbury hizo que William Morgan, pastor de Llanrhaeadr-ym-Mochnant, comenzara su propia traducción de la Biblia en 1578.[10]
- Y drych Cristionogawl [El espejo cristiano] (1586–7), probablemente el primer libro impreso en Gales.[68]
- La primera traducción completa de la Biblia al galés por William Morgan (1588).[8] La Biblia de Morgan no solo ayudó a reafirmar la fe protestante en Gales, sino que también facilitó su lectura con una prosa menos decorosa que la de Salesbury.[10]
- El panfleto de John Penry de 1588, An exhortation unto the governours.[68]
- La traducción al galés de la primera parte de Opus catechisticum de Canisio. Traducida por Rosier Smyth y publicada en París en 1609.[68]
- Cân o senn iw hên Feistr Tobacco [Una diatriba contra el tabaco] (1718), la única copia existente.[8]
- Las primeras ediciones de Morgan Llwyd, Robert Recorde, Henry y Thomas Vaughan, y del epigramista John Owen.[68]
- Una vasta colección de publicaciones de Kelmscott Press.[25]
- Una edición de 1488 de Lancelot du lac, parte de una gran colección artúrica.[68]
- Un cuarto folio de William Shakespeare (1685).[25]

#### Colección de Ty Coch
La biblioteca de Edward Humphrey Owen (1850–1904), de Ty Coch, Caernarfon, es la tercera colección fundacional en importancia de la Biblioteca Nacional. Se compró en 1910 y cuenta con 3.680 volúmenes que son en su mayoría de interés galés, incluyendo una copia del Nuevo Testamento de 1567 y otra de la Biblia de 1588, así como una veintena de libros del siglo XVI. Otros libros de interés son una primera edición de El paraíso perdido (1668) de John Milton, varias primeras ediciones de John Ruskin y George Borrow, y libros de las imprentas Baskerville y Strawberry Hill.

#### Herencia de John Humphreys Davies
Cuando John Humphreys Davies falleció el 10 de agosto de 1926, su colección de más de 10 000 volúmenes fue cedida a la Biblioteca Nacional de Gales. Davies era un bibliógrafo aficionado que adquirió varias copias de las mismas obras por sus variantes en la tipografía. Llegó a amasar una colección importante de literatura galesa y descubrió varias obras inéditas. Algunos de los primeros libros galeses que coleccionó Davies contienen láminas o firmas que no aparecían en las copias que ya formaban parte del catálogo de la Biblioteca Nacional. Algunos libros raros de esta colección son:
- Annerch ir Cymru (1721), de Ellis Pugh, fue el primer libro en galés impreso en los Estados Unidos.[25]
- Una primera edición completa de  Aleluja, neu, Casgliad o hymnau, ar amryw ystyriaethau (1744) de William Williams de Pantycelyn.[25]
- Testament Newydd (1567).[25]
- Y Bibl (1630).[25]
- Ystyriaethau Drexelivs ar dragywyddoldeb (1661),[25] La traducción al galés de Ellis Lewis a partir de la traducción inglesa que Winterton hizo de De aeternitate considerationes de Jeremias Drexel.
- Una edición antigua en papel no registrada de Y Bibl (1690).[25]
- Una copia de la edición de 1688 de Taith neu siwrnai y pererin [El avance del peregrino] es una de las setenta y tres obras de John Bunyan.[25]
- Ochenta y tres volúmenes de las obras de William Williams de Pantycelyn.[25]

También hay colecciones importantes de panfletos, elegías, almanaques, baladas, sátiras y tratados breves que formaron parte de la colección de Davies.

#### Colección de Bourdillon
En 1922 la Biblioteca Nacional de Gales compró la colección de textos literarios medievales y de libros ilustrados franceses que perteneció a Francis William Bourdillon (1852–1921). La biblioteca de Bourdillon incluía veintitrés ediciones de Roman de la Rose y un número importante de obras del ciclo artúrico. Los 6.178 volúmenes impresos incluyen sesenta y seis incunables y 180 títulos breves (1475–1800), entre los cuales hay veinticinco STC y cincuenta libros Wing. Asimismo, hay un total de 320 volúmenes que fueron impresos en Europa continental en el siglo XVI y otros 260 artículos que datan de los siglos XVII y XVIII.

#### Incunables
La Biblioteca Nacional cuenta con una colección de aproximadamente 250 incunables, que son en su mayoría de origen alemán, italiano y francés. Sesenta y seis de los incunables formaron parte de la colección de la biblioteca de Bourdillon, entre los que cabe destacar siete ediciones diferentes de Roman de la Rose. Tres de los incunables de la colección de Bourdillon no tienen otra copia conocida: Quatre fils Aymon, Destruction de Jerusalem y Vie de Ste. Catherine. Sir Charles Thomas-Stanford presentó o heredó dieciocho incunables, cuya mitad se publicó en Alemania.
En 1921 Gwendoline y Margaret Davies de Gregynog donaron tres de los primeros libros impresos en inglés. William Caxton publicó dos de ellos: Speculum Vitae Christi de 1488 y una copia del Polychronicon (1482) de Ranulf Higden, que antaño perteneció al Monasterio Higden, en la abadía de St. Werburgh, en Chester. El tercero es otra copia del Polychronicon, publicado por el sucesor de Caxton, Wynkyn de Worde, en 1495. Lord Harlech depositó otros nueve ejemplares de los primeros libros impresos entre 1938 y 1941 (tres alemanes, cinco italianos y uno publicado en Gante). Otros incunables destacados de la Biblioteca Nacional son Astronomica de Marco Manilio (1474) con bordes e iniciales iluminados, y el Liber Chronicarum (1493) de Hartmann Schedel.
Victor Scholderer, viceguardián en el departamento de Libros Impresos del Museo Británico y un experto en incunables, estudió la pequeña colección del siglo XV de la Biblioteca Nacional en el tiempo que pasó en Aberystwyth durante la Segunda Guerra Mundial. Scholderer produjo el  Hand-list of incunabula, publicado como suplemento del National Library of Wales Journal. La lista, que incluye un apéndice y una fe de erratas, describe 129 libros, la mayoría publicados en Alemania, Italia y Francia, aunque también se mencionan ejemplares de los Países Bajos e Inglaterra. Scholderer señaló que algunos de los cuarenta y cinco libros publicados en Francia eran bastante raros, especialmente los que estaban escritos en lengua vernácula.

#### Ediciones delsigloXVI
La Biblioteca Nacional de Gales cuenta con alrededor de 2.500 ediciones europeas del siglo XVI. La colección incluye obras de los académicos y pensadores más representativos de principios del siglo XVI y cubre varios temas.
 Algunos de los autores que aparecen en esta colección son Johann Froben (Basilea), Jodoco del Badía (Lyon y París), Robert Estienne (París) y Aldo Manucio (Venecia). Aldo Manucio de Venecia, más conocido por su marca de imprenta con la forma de un delfín y un ancla, fue uno de los impresores italianos más prestigiosos de la época. La Biblioteca alberga cerca de cien ejemplares de sus obras, conocidas como «las aldinas». La Biblioteca también es propietaria de varias obras impresas en Amberes por Cristóbal Plantino y su yerno Jan Moretus en la Officina Plantiniana, empresa continuada en el siglo XVII por el hijo de este, Balthasar Moretus, que publicó el De Symbolis Heroicis (1634). El título de la cubierta es obra del artista Pedro Pablo Rubens. Completan el catálogo una colección de novelas medievales francesas y de ediciones del Roman de la rose de la biblioteca de F. W. Bourdillon, y las aldinas, que pertenecen a la colección de J. Burleigh James.
La Biblioteca Nacional cuenta con una de las dos copias de la edición de 1539 de la Great Bible de Miles Coverdale. Ambas ediciones fueron impresas en vitela e iluminadas según marcaba la tradición de la época. La otra copia se encuentra en la biblioteca de St. John's College, en Cambridge.

#### Ediciones privadas
La Biblioteca Nacional posee una cuantiosa colección de ediciones privadas, sumando un total de 1.800 volúmenes, con ejemplos representativos de todas las ediciones privadas británicas. Los ejemplares de encuadernado simple y especial de Gregynog Press son abundantes y, junto a la colección de referencia de Gregynog, forman el núcleo principal de la colección de ediciones privadas de la biblioteca. No obstante, la Biblioteca Nacional también tiene un conjunto de publicaciones de Kelmscott Press que Sir John Williams recopiló, incluyendo The Works of Geoffrey Chaucer (Las obras de Geoffrey Chaucer, 1896). La colección de ediciones privadas se ha ido ampliando gracias a la donación, compra o depósito legal de otros ejemplares, y contiene ejemplos de producciones de Doves Press, de Ashendene Press y del Roxburghe Club. Asimismo, se han recopilado algunas obras extranjeras, entre las que se incluyen varias publicaciones del Club Grolier, la edición de Bremer Presse de la Biblia de Lutero (1926–8) y las Églogas de Virgilio (1927), publicadas por Cranach Press.

#### Encuadernación fina
La Biblioteca Nacional alberga varios libros de encuadernación fina entre sus ejemplares. Algunos son de vitela pintada o madera tallada de estilo victoriano, encuadernados de papel maché o encuadernados conforme a los parámetros del art nouveau francés, y otros fueron encuadernados por Bernard C. Middleton y Gregynog Press. A finales de los años 1970 la Biblioteca Nacional adquirió un archivo en el que se muestra el trabajo de la encuadernadora Birdsall en Northampton. La biblioteca de Bourdillon incluye libros impresos antes del año 1600, recubiertos con piel de cerdo o cuero de ternera, así como otros libros encuadernados siguiendo métodos más modernos.
La institución recopiló también varias pinturas que describen escenas topográficas de Gales, entre las que aparecen una vista al castillo y al puente de Conway en una copia de 1795 de The Poetical Works of John Cunningham (Las obras poéticas de John Cunningham), una vista rural, presuntamente en Gales, pintada en una edición de 1795 de El paraíso perdido de John Milton, encuadernado por Edwards de Halifax, y una edición bilingüe de 1823 en galés e inglés de The Book of Common Prayer, con una pintura doble de (1) Bangor y la (2) Catedral de Bangor. Barmouth y la abadía de Neath son otras dos ubicaciones galesas que aparecen recogidas en los libros, ambas pintadas y publicadas en el siglo XIX. El libro de este estilo más antiguo que posee la Biblioteca es la edición de 1669 del Book of Common Prayer, con una descripción de la crucifixión.

#### La colección euclídea
La colección de obras atribuidas a Euclides contiene más de 300 volúmenes en 270 ediciones diferentes, y es considerada un punto de referencia para los estudios bibliográficos euclídeos.
La colección se ha ido ampliando con nuevas adquisiciones que complementan las treinta y nueve primeras ediciones de Elementos que Sir Charles Thomas-Stanford donó en 1927, incluyendo otros once volúmenes de Sir Charles en 1928. La colección abarca todas las obras de Euclides, con títulos como Datos, Fenómenos, Óptica y Catóptrica  junto a numerosas ediciones de Elementos en varios idiomas. La colección cuenta, además, con dos incunables (Erhard Ratdolt, Venecia, 1482, y Leonardo de Basilea y Gulielmus de Papia, Vicenza, 1491). Finalmente, la colección euclídea presenta setenta y tres volúmenes del siglo XVI, entre los que destacan la primera edición inglesa (Reynold Wolfe, Londres, 1551) y la primera edición en árabe (Tipografía Medicea, Roma, 1594).

### Archivos
La Biblioteca Nacional alberga la mayor colección de archivos de Gales. La institución ha recopilado cerca de 2.500 archivos desde su fundación. Estos archivos contienen varios tipos de documentos que van desde la época medieval hasta la era contemporánea. El grueso de la colección está compuesto por cartas constitutivas, registros de hacienda, correspondencia, borradores literarios y materiales digitales. Algunos de los archivos más antiguos tratan sobre la alta burguesía y sus fincas, que fueron creciendo con el paso del tiempo, pero también hay archivos de la Iglesia de Gales y de la Corte de las Grandes Sesiones que la Biblioteca ha ido añadiendo a su inventario. La Biblioteca Nacional recopila, además, archivos corporativos de varias instituciones, sociedades y entidades públicas. Asimismo, la colección incluye documentos de personas que tuvieron un papel destacado en la historia del país. Los archivos personales contienen una gran variedad de material que está vinculado a la vida y obra de personajes y familias ilustres. Por ejemplo, los papeles del académico celta Sir Idris Foster incluyen correspondencia, papeles personales, notas académicas y papeles relacionados con diferentes organizaciones y sociedades, como la Honourable Society of Cymmrodorion, la Universidad de Gales y la Iglesia de Gales.

#### Archivo Político Galés
Todos los materiales relacionados con la política en Gales forman parte del Archivo Político Galés (en inglés, Welsh Political Archive) que la Biblioteca creó en 1983. Este archivo coordina la colección de registros manuscritos, impresos y audiovisuales sobre los principales partidos políticos del país. El archivo político más grande es el del partido Plaid Cymru, que también incluye a grandes figuras como Lloyd George. Los registros de organizaciones como el Consejo Nacional de Gales, la Asociación de Naciones Unidas y la Asociación de Autoridades Locales Galesas también aparecen en este archivo, al igual que los papeles de la Campaña por un Parlamento para Gales de 1953-6, junto a los de otros grupos de presión nacionalistas.

#### Archivos Literarios Modernos
Los Archivos Literarios Modernos (en inglés, Modern Literary Archives) albergan las obras de algunos de los más célebres escritores y poetas galeses. Los archivos contienen cartas, manuscritos, borradores mecanografiados, notas, pruebas y otros papeles personales de escritores de los siglos XX y XXI que permiten apreciar las diferentes etapas en la creación de prosa y poesía. Los archivos que pertenecen a escritores galeses, a autores galeses que escriben en inglés y a organizaciones literarias se depositan en la Biblioteca Nacional.
La Biblioteca Nacional ha recopilado papeles y manuscritos de varios autores galeses que gozaron de cierto reconocimiento en el siglo XX. Los Archivos de Autores Galeses incluyen las obras de autores, poetas, dramaturgos, académicos, periodistas y archidruidas de Gorsedd. Algunos ejemplares destacados de estos archivos son Cysgod y Cryman [La sombra de la hoz] de Islwyn Ffowc Elis, Y Stafell Ddirgel [La habitación secreta] de Marion Eames y Cyfres Rwdlan de Angharad Tomos; las cartas de Saunders Lewis y la correspondencia entre Rhydwen Williams y Alwyn D. Rees; los diarios de Caradog Prichard y Euros Bowen; y, copias manuscritas de poesía tales como Y Mynach de Gwenallt, Y Mynydd de T. H. Parry-Williams y Cerddi'r Gaeaf de R. Williams Parry. Parry-Williams y Williams Parry eran primos hermanos de Thomas Parry, el bibliotecario nacional.
Dylan Thomas es el más destacado de los autores galeses angloparlantes de la Biblioteca Nacional. El mismo archivo que contiene sus obras, también incluye los borradores de otros escritores galeses en lengua inglesa como Raymond Williams, cuyas novelas Border Country y People of the Black Mountains fueron adquiridas por la institución junto a In Parenthesis y The Anathemata de David Jones.
Los Archivos de Organizaciones Literarias, Revistas y Editores cuentan con ejemplares destacados del eisteddfod nacional de Gales, de BBC Wales, del Consejo de las Artes de Gales y de la Academia Galesa. El archivo del eisteddfod nacional de Gales contiene registros administrativos, composiciones, adjudicaciones y críticas desde el año 1886 en adelante. El eisteddfod es una institución única y una parte importante de la tradición literaria de Gales que celebra la poesía, la música y el idioma galés. El archivo numeroso de la BBC Wales incluye guiones de teatro radiales y charlas de autores famosos. El Consejo de las Artes de Gales contiene otra colección de archivos de autores galeses.

## Contenidos digitales

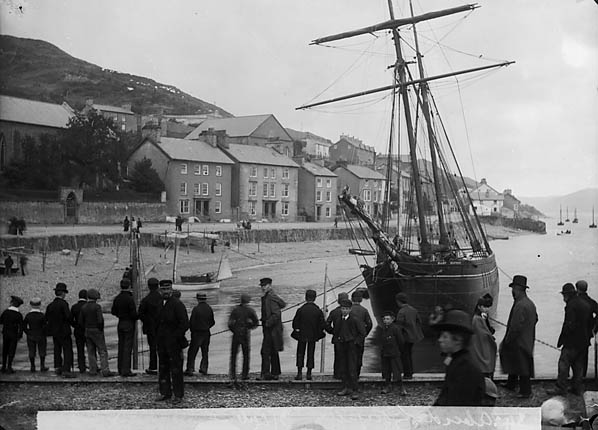
Un grupo de hombres y niños de pie junto al muelle en Aberdyfi. Aberdyfi Regatta. John Thomas, 1885.
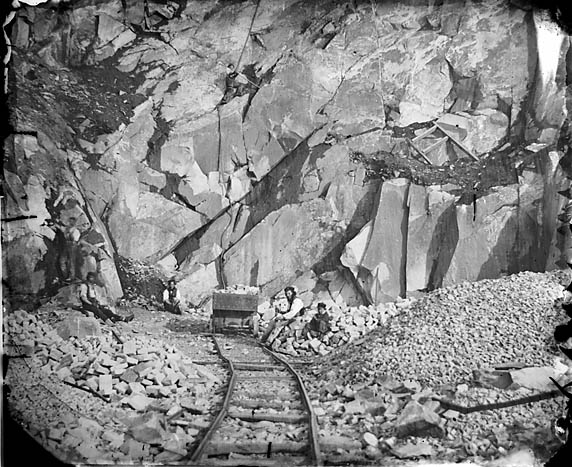
Chwarel Sets, en Trefor; John Thomas, 1875.
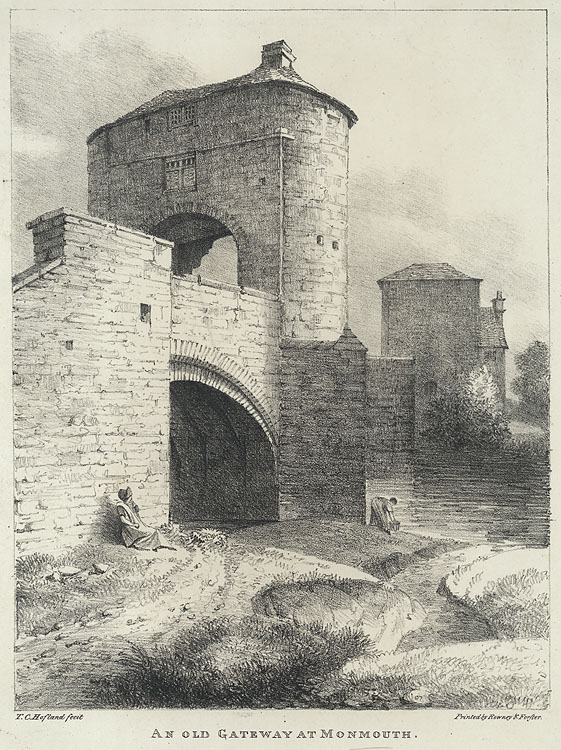
Litografía de "An old gateway at Monmouth" de Thomas Christopher Hofland, 1825.
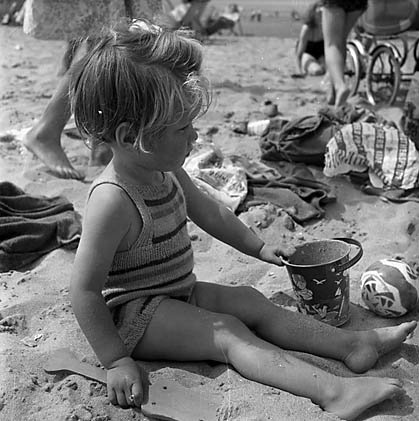
Una imagen de la colección de Geoff Charles (1909-2002): un paseo de domingo con la escuela a Rhyl; Geoff Charles, 20 de julio de 1955.
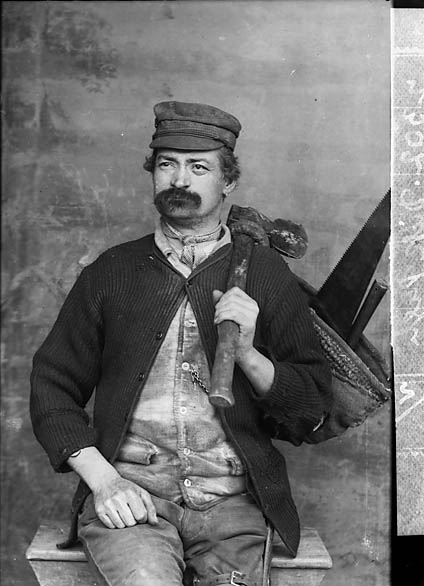
Dick Puw; John Thomas, 1875.
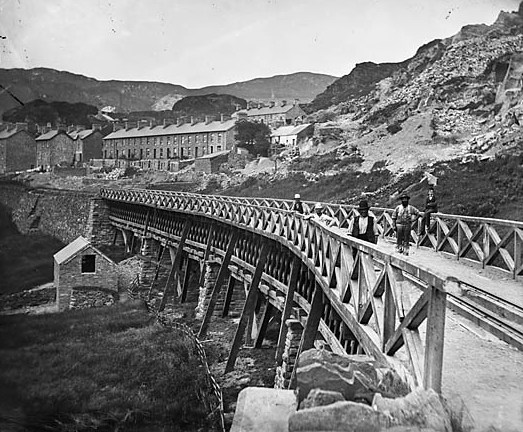
Viaducto sobre la vía férrea de Festiniog y Blaenau, Blaenau Ffestiniog, Gales; John Thomas, 1875.

### Pinturas

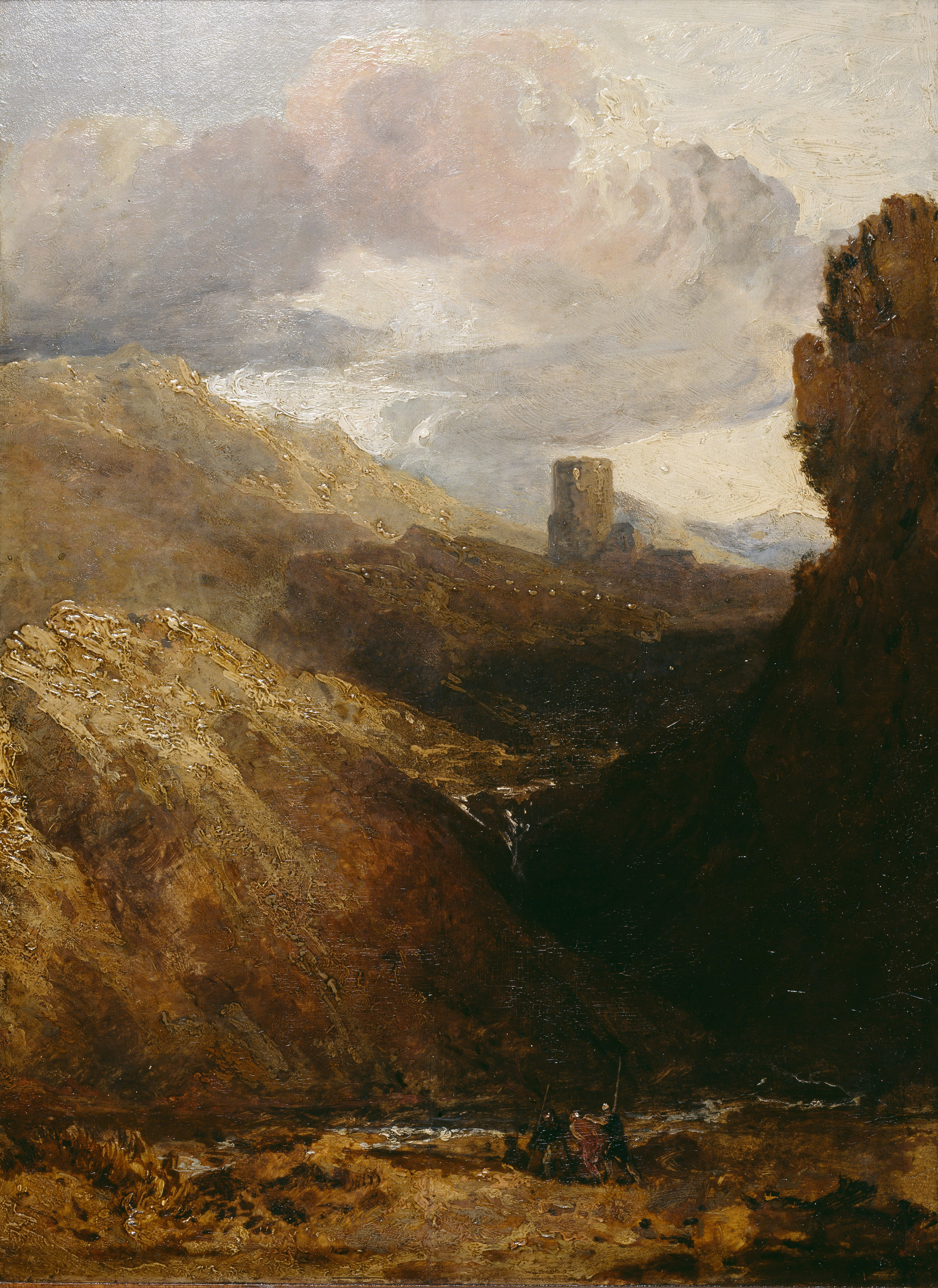
J. M. W. Turner – Castillo Dolbadarn.

El acta fundacional de la Biblioteca Nacional de Gales establece que la institución tiene el deber de recopilar pinturas en las que se describan lugares de Gales o personas que mantengan o hayan mantenido un vínculo importante con el país. La colección contiene pinturas, dibujos, bosquejos, impresiones y formatos digitales, incluyendo unos 4.000 dibujos y pinturas enmarcadas. Algunas de estas obras describen sitios arquetípicos de Gales como el Castillo Dolbadarn y el Molino Aberdulais de J. M. W. Turner. Otras obras importantes son las pinturas del artista paisajista Richard Wilson, que influenció el trabajo de Turner, y del alumno de Wilson, Thomas Jones of Pencerrig.
El acervo de la Biblioteca Nacional incluye varios dibujos de escenas galesas que Thomas Rowlandson realizó durante su recorrido por el país en 1797 junto a Henry Wigstead, así como un buen número de dibujos originales de castillos, abadías y ciudades, obra de los autores Samuel y Nathaniel Buck. Muchas de las obras de los hermanos Buck fueron donadas a la Biblioteca por Sir John Williams, uno de los cofundadores. La colección contiene, además, unas doscientas acuarelas originales de John Warwick Smith en las que se muestran paisajes galeses, así como varias pinturas de Philip J. de Loutherbourg y S. H. Grimm que son consideradas de interés nacional. La colección de grabados ilustra una gran variedad de topografía de Gales y aspectos de la cultura galesa, y también muestra el desarrollo del arte del grabado. Esta colección contiene todos los métodos posibles de grabado y varios ejemplos de los trabajos de algunos de los grabadores más destacados.
La colección de la Biblioteca Nacional cuenta con 15.000 retratos galeses en varios medios de comunicación y otras 50.000 fotografías y negativos. Algunos de los retratos más destacados presentan a los principales benefactores de la institución, como Sir John Williams, Sir John Herbert Lewis, Lord Rendel y Lord Davies de Llandinam; personajes ilustres de Gales como David Lloyd George y Hwfa Môn; y artistas que tienen o han tenido algún vínculo con el país, como Hugh Hughes, William Roos y Christopher Williams.  La Biblioteca también posee autorretratos de artistas galeses modernos como Keith Andrew, David Jones, Charles Tunnicliffe y Kyffin Williams. Asimismo, existen varios retratos fotográficos de galeses de los años 1880 y 1890 que fueron tomados por John Thomas.
Finalmente, existe una gran colección de trabajos icónicos de Kyffin Williams que fueron adquiridos por la institución tras su muerte en 2006. Estos incluyen pinturas del norte de Gales, bosquejos y acuarelas de la colonia galesa en la Patagonia argentina y retratos caricaturescos.

### Fotografías

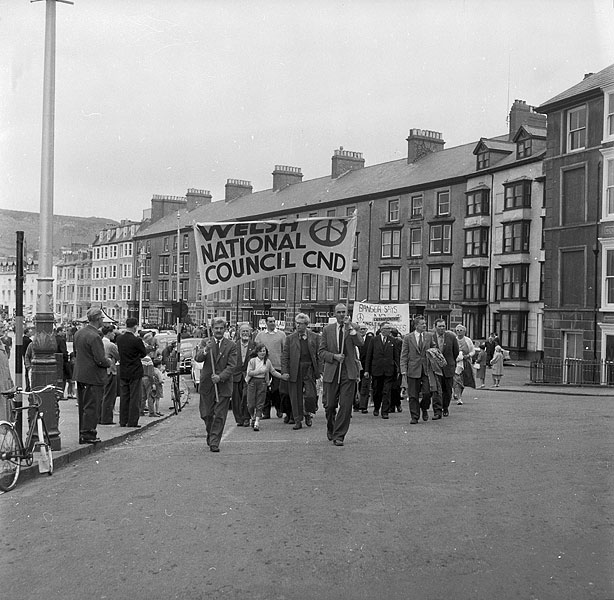
Acto electoral de CND en Aberystwyth. Año 1961.

La Biblioteca Nacional alberga una colección de 800.000 fotografías, entre las que se incluye la primera fotografía conocida tomada en Gales. El daguerrotipo del Castillo Margam, obra del reverendo Calvert Richard Jones, data de 1841. La Colección Nacional de Fotografías de Gales contiene ejemplos de fotografías de los años 1840 y 1850, como una de las primeras fotografías de la familia Dillwyn Llewelyn de Swansea. La colección también contiene retratos con paspartú de fotógrafos callejeros, vistas topográficas y retratos de John Thomas y algunas fotografías con postales escénicas de Francis Frith que guardan una conexión con Gales.
Geoff Charles produjo un archivo fotográfico que documenta su vida en Gales entre los años 1930 y la década de 1970. La Colección Fotográfica de Geoff Charles es la colección individual más grande de la Biblioteca Nacional, con alrededor de 120.000 negativos. Esta contribución única a la fotografía galesa fue digitalizada hace unos años con el mecenazgo del Big Lottery Fund.

### Mapas

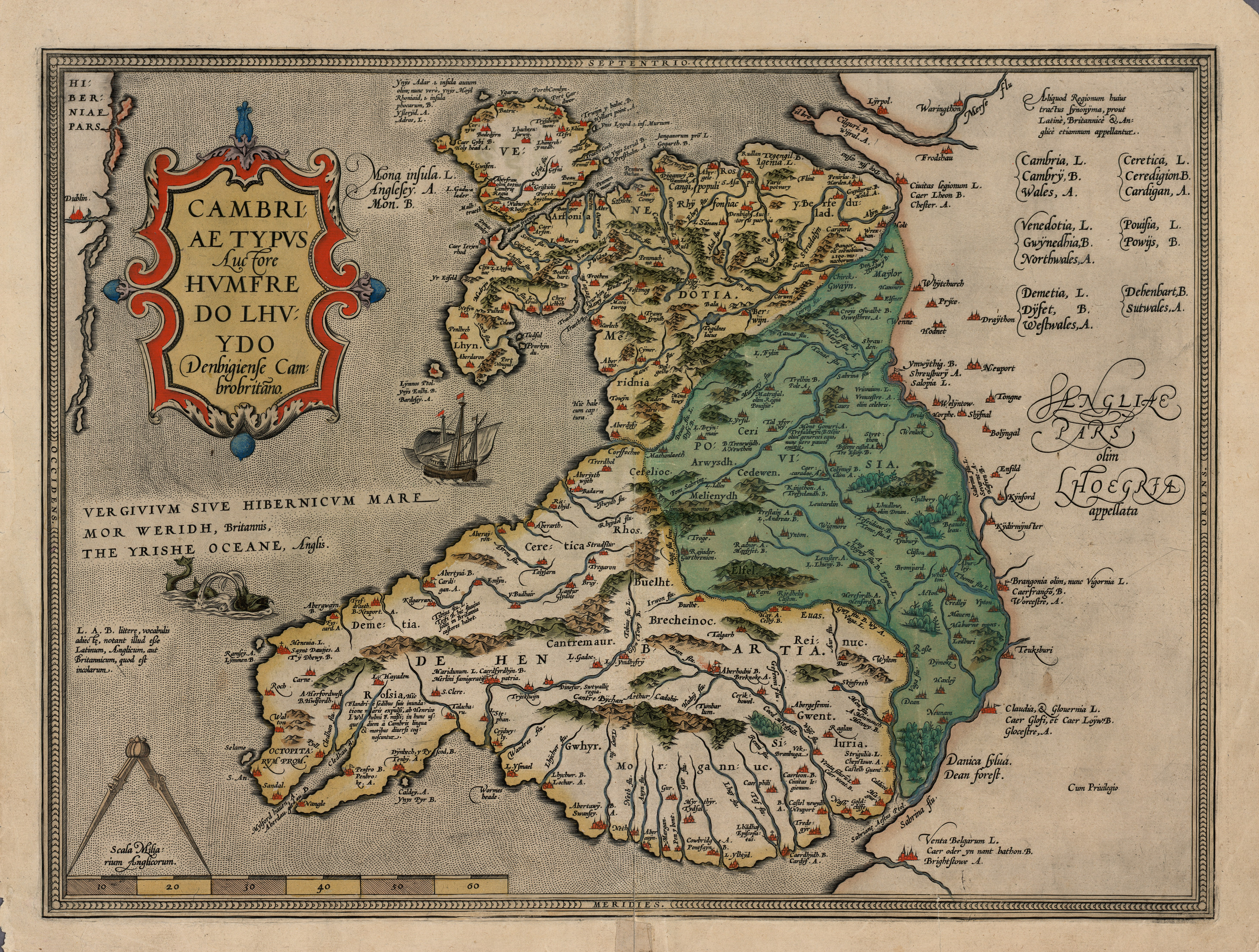
El primer mapa impreso de Gales (1574) – Cambriae Typus de Humphrey Llwyd.

Las colecciones de la Biblioteca Nacional cuentan con más de un millón de mapas. Hay mapas en papel, pergamino, tela, madera, metal y formatos digitales. Los diferentes formatos están compuestos por materiales diversos como manuscritos, un grabado en madera del siglo XV, platos de cobre, un mapa de Gran Bretaña del tamaño de una alfombra y datos digitales de Ordnance Survey. La colección de mapas de Ordnance Survey presenta una cobertura casi completa de Gales, incluyendo fotocopias de los dibujos de Ordnance Survey que formaron parte de la primera edición y mapas a escala publicados en 1818.
La colección de mapas impresos antiguos es bastante numerosa e incluye ejemplos del Cambriae Typus (1574) de Humphrey Llwyd, el primer mapa impreso específicamente de Gales, y de los primeros mapas de los condados galeses. En 2000 Peter Bellwood robó al menos cincuenta mapas antiguos de la Biblioteca Nacional, que fueron luego vendidos a coleccionistas privados por un total de £70.000. Fue arrestado en 2004 y condenado a cuatro años y medio de cárcel.
La colección de la Biblioteca Nacional también incorpora mapas diezmales que cubren casi la totalidad de Gales. La Colección de la Comisión de la Iglesia de Gales que fue depositada en la Biblioteca en 1944 incluye copias diocesanas de los mapas diezmales que se transfirieron a la Comisión en 1920 como resultado de la pérdida de reconocimiento oficial que sufrió la Iglesia de Gales ese mismo año. Constituyen una fuente de valor incalculable para el estudio del Gales de mediados del siglo XIX y, por consiguiente, son los mapas más consultados y usados de la Biblioteca Nacional. Otros mapas incluidos en la colección describen fincas, cercados, catálogos de venta de fincas, planos de ferrocarril, bosquejos arquitectónicos, planos de minas y cartas náuticas y aeronáuticas.

## Publicaciones
La Biblioteca ha publicado una serie de libros sobre su historia y colecciones, incluyendo catálogos de manuscritos, una bibliografía de publicaciones galesas, registros parroquiales de Gales y los estudios académicos de Gwen John, Williams Kyffin y otros autores. La Biblioteca también publica 
el National Library of Wales Journal.
Entre 1909 y 1984, la institución publicó Bibliotheca Celtica en cumplimiento de los términos expuestos en su acta fundacional para mantener un registro de los libros impresos en galés y en otras lenguas célticas o que trataran de Gales o alguna de las naciones celtas. En 1985 Bibliotheca Celtica se fusionó con Subject Index to Welsh Periodicals para dar lugar a A Bibliography of Wales (Llyfryddiaeth Cymru). En 1987 se publicó la bibliografía retrospectiva Libri Walliae: a catalogue of Welsh books and books printed in Wales 1546–1820 (Un catálogo de libros galeses y de libros impresos en Gales entre 1546 y 1820).